# فرودگاه بولشویه ساوینو
فرودگاه بولشویه ساوینو (به روسی: Аэропорт Большое Савино) فرودگاهی بین‌المللی و عمومی نظامی واقع در ۴۰۴ در کشور روسیه است که توسط خطوط هوایی پرم اداره می‌شود. فرودگاه بولشویه ساوینو در شهر پرم، کشور روسیه واقع شده‌است. این فرودگاه یک فرودگاه بین‌المللی است و برای استفاده عمومی و نظامی در دسترس است. فرودگاه بولشویه ساوینو به عنوان پایگاه هوایی برای شرکت هواپیمایی اروترانس و شرکت هواپیمایی پرم نیز شناخته شده‌است.

## شرکت‌های هواپیمایی و مقصدهای پروازی
| شرکت‌های هواپیمایی                 | مقصدهای پروازی |
| --------------------------------- | --- |
| آئروفلوت                          | شرمتیوو |
| آئروفلوت اجرا توسط روسیه ایرلاینز | پالکوو فصلی: لارناکا، سیمفروپول |
| Azur Air                          | چارتر فصلی: آنتالیا، بورگاس، النفیضه حمامات                                                                                            |
| Dexter Air Taxi                   | کیروف پوبدیلوف، استریگینو |
| الین‌ایر                           | چارتر فصلی: سالونیک |
| KrasAvia                          | فصلی: سوچی |
| کومی‌اویاترنس                      | چلیابینسک، بگیشفو، سیکتیوکار، رسچینو                                                                                                   |
| نوردویند ایرلاینز                 | چارتر فصلی: دالامان، هراکلین، لارناکا، سیمفروپول                                                                                       |
| انور ایر                          | فصلی: آنتالیا |
| Orenburzhye                       | اوفا |
| Pegas Fly                         | چارتر فصلی: دالامان، هراکلین، منستیر – حبیب بورقیبه                                                                                    |
| پابیدا                            | ونوکووا Seasaonal: آناپا، سوچی |
| رد وینگز ایرلاینز                 | فصلی: آناپا، سیمفروپول، سوچی |
| رویال فلایت                       | چارتر فصلی: رود |
| اس۷ ایرلاینز                      | دوموده‌دوو، تولمچوا (آغاز از ۱ سپتامبر ۲۰۱۷)                                                                                            |
| اورال ایرلاینز                    | چارتر فصلی: آنتالیا، میلاس-بودروم |
| UVT Aero                          | قازان، خانتی-مانسییسک، پاشکوفسکی، ناریان-مار، نیژنوارتوفسک، تولمچوا، نویابرسک، سالخارد، کورومچ، سوچی، سورگوت فصلی: گلن دژیک، سیمفروپول |